# طويق 2
طويق 2 مركبة مدرعة عسكرية سعودية مضادة للألغام والكمائن، توفر حماية عالية للطاقم والحمولة، ومزودة بمجموعة متنوعة من الميزات والقدرات. وتوفير حماية ضد القذائف الباليستية والألغام الارضية والعبوات الناسفة.

## الظهور الأول
قدمت المؤسسة العامة للصناعات العسكرية السعودية، في معرض “أيدكس 2015″، أحدث منتجاتها من العربات العسكرية، وهي المركبة المضادة للألغام “طويق 2″، التي تعد تعديل لمركبة “طويق 1”. تتميز المدرعة برفع قدرة محركاتها وسعة حمولتها التي تصل إلى أربعة عشر طناً ونصف.

## المواصفات
- الوزن: 14 طن.[2]
- وزن التحميل: 2 طن.[2]
- النطاق: 900 كم.[2]
- الطول: 6270 ملم.[2]
- العرض: 2280 ملم.[2]
- السرعة القصوى: 100 كلم / ساعة.[2]
- الميل الجانبي: 30.[2]
- عمق عبور المجرى المائي: 120 متر.[2]
- حماية عالية: يوفر الدرع والزجاج المدرعة حماية عالية للطاقم والحمولة، تصل إلى المستوى الثالث حسب مواصفات حلف شمال الأطلسي، كما أنها مجهزة بمقاعد خاصة لحماية الطاقم من صدمة انفجار الألغام المميتة.[2]
- مقاومة للألغام: تم تصميم الجزء السفلي من العربة ليوفر مقاومة للألغام الأرضية، بما يتوافق مع المستوى الثالث (أ) و (ب) من مواصفات حلف شمال الأطلسي.[2]
- قدرات متعددة: يمكن تجهيز المدرعة بمجموعة متنوعة من الأسلحة والأنظمة.[2]